# گنادی کورشیکوف
گنادی کورشیکوف (روسی: Геннадий Егорович Коршиков؛ زادهٔ ۱۹ فوریهٔ ۱۹۴۹) قایقران روئینگ اهل روسیه است.
وی در مسابقات کشوری و بین‌المللی در مجموع برندهٔ ۱ مدال طلا، ۲ مدال نقره، ۲ مدال برنز شده‌است.